# The Smurfs Travel the World
The Smurfs Travel the World — мультиплатформенная видеоигра в жанре платформер. Является седьмой игрой в серии The Smurfs о приключениях смурфов и продолжением The Smurfs.
Игра также была портирована на Game Boy Color.

## Сюжет
Однажды ночью двое смурфов, Смурфетта и Силач, решили зайти в лабораторию Папы Смурфа. Там они нашли магический кристалл, дающий его владельцу возможность путешествовать по миру. Когда Смурфетта и Силач случайно коснулись кристалла, тот раскололся на части и обоих смурфов перенесло далеко от родной деревни. Теперь героям нужно найти части разрушенного кристалла и собрать их воедино, чтобы вернуться домой.

## Игровой процесс

### Mega Drive/Genesis, SNES
Игровой процесс заключается в следующем. Персонаж перемещается по нелинейным уровням-локациям (расположенным в разных странах — например, в Южной Америке), уничтожает врагов, преодолевает препятствия и собирает полезные предметы. Задачей каждого уровня является отыскать несколько частей кристалла, по выполнении которой открывается портал на следующий уровень.
Также присутствуют бонусные уровни, где нужно за ограниченное время собрать как можно большее количество предметов. Чем больше призов соберёт игрок, тем больше будет получено дополнительных жизней (а также здоровья).
Враги в игре — разнообразные монстры (бабочки, осы, рыбы, попугаи и т. д.). Игрок может уничтожать противников посредством прыжка сверху. В отличие от предыдущей игры серии, неуязвимых врагов в игре нет.
Полезные предметы пополняют здоровье героя (сердечки) и увеличивают количество «жизней» (изображение смурфа). Кроме того, имеются предметы, необходимые для прохождения (кристаллы, которые зачастую находятся в труднодоступных местах или в предметах окружения) и для входа в бонусный уровень (ключи).
Графически игра построена с применением двухмерной графики. Переход от одного игрового экрана к другому осуществляется посредством горизонтального либо вертикального сайд-скроллинга (в зависимости от уровня).